# Vatnajökulls nationalpark
Vatnajökulls nationalpark är en av Islands tre nationalparker. Den omfattar hela glaciären Vatnajökull och betydande områden omkring denna.

## Historia
Vatnajökulls nationalpark instiftades den 7 juni 2008. I den nya nationalparken upptogs dåvarande Skaftafells nationalpark i sydväst och Jökulsárgljúfurs nationalpark i norr. Nationalparken omfattade ursprungligen 12 000 km², men med senare utvidgningarna med Lakagígar och Langisjór omfattar den nu inte mindre än 13 600 km² eller 13 % av Islands landyta, vilket gör den till Europas arealmässigt näst största nationalpark efter Jugyd Va nationalpark i Ryssland.
När Island uppdaterade sin tentativa världsarvslista den 7 februari 2011 kom nationalparken i sin helhet upp på denna. Den del som tidigare utgjorde Skaftafells nationalpark, som hade funnits med på listan sedan 18 december 2001, kom samtidigt att strykas. År 2019 blev nationalparken upptagen som ett världsarv.

## Geografi/geologi

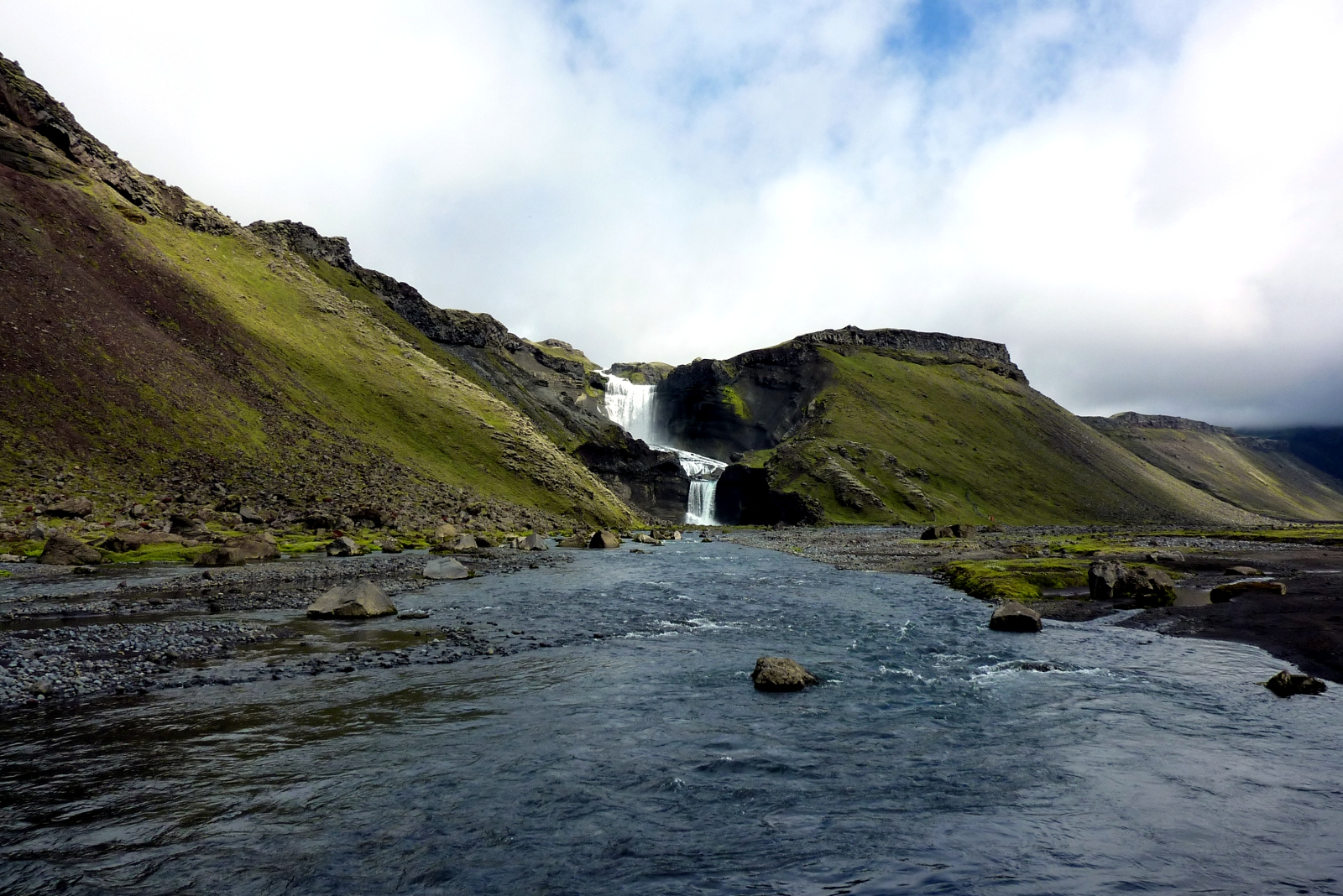
Ófærufoss i Eldgjá

Vatnajökull är Europas största glaciär, med en areal om 8 100 km2². Den är i huvudsak 400–600 meter tjock och som mest 950 m. Glaciärisen täcker ett antal berg, dalar och platåer. Den gömmer även en del aktiva vulkaner. Den största av dessa är Bárðarbunga och den mest aktiva är Grímsvötn. Istäcket når som högst når 2 000 meter över havet, och dess lägsta punkt är 300 meter över havet. Ingen annan plats på Island, förutom glaciären Mýrdalsjökull, har mer nederbörd och mer vattenavrinning till havet än den södra sidan av Vatnajökull. Så mycket vatten finns lagrat i Vatnajökull att den flod på Island som har det största vattenflödet, Ölfusá, skulle behöva 200 år på sig att föra ut vattnet. 
Vyerna kring glaciären varierar enormt. Mot norr delas höglandsplatån av glaciärfloder med kraftfulla flöden under sommaren. Vulkanerna Askja, Kverkfjöll och Snæfell tornar upp sig över denna region, tillsammans med det vulkaniska platåberget Herðubreið. För många år sedan skar glaciärflöden ut Jökulsárgljúfurs kanjoner i denna platås norra områden. Det mäktiga vattenfallet Dettifoss dundrar ännu i den övre änden av kanjonen, medan de sceniska formationerna vid Hljóðaklettar och de hästskoformade klipporna i Ásbyrgi hittas längre norrut. Vidsträckta våtmarker och stora berg särskiljer områdena nära glaciären och längre österut, omkring Snæfell. Dessa områden är viktiga habitat för renar och spetsbergsgäss.

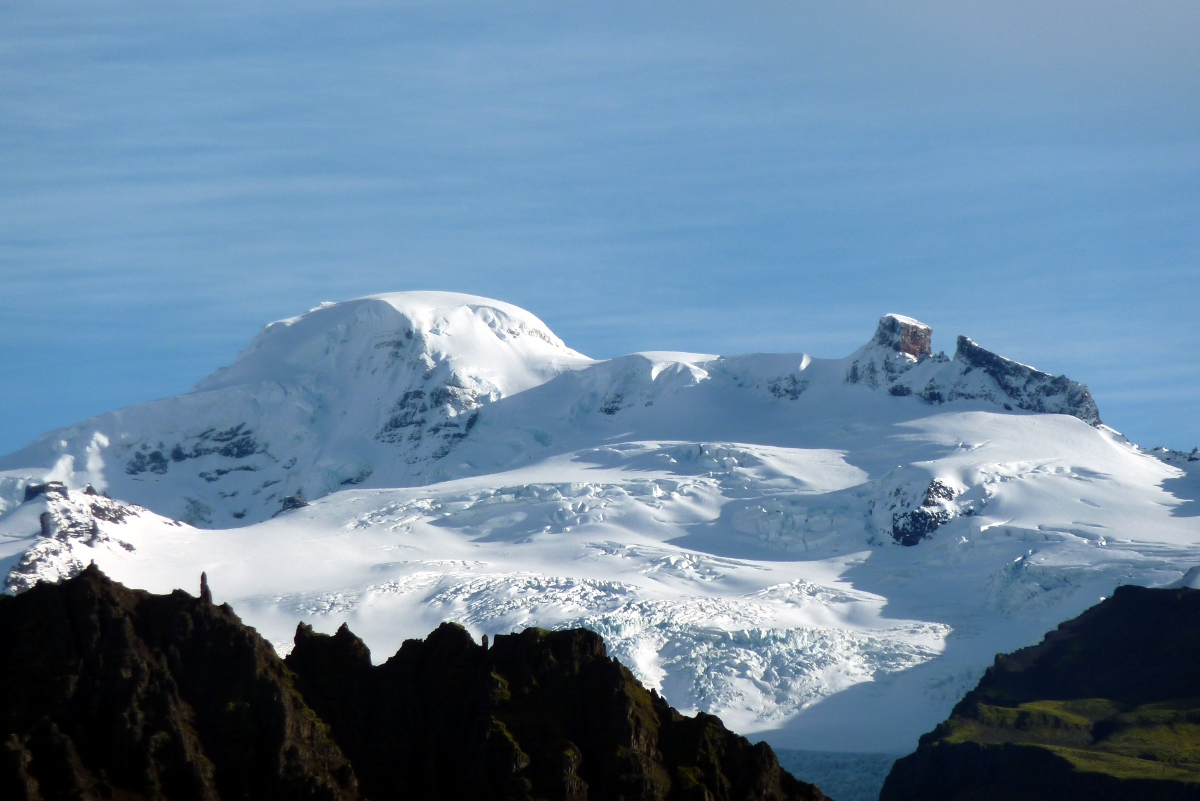
Öræfajökull och Hvannadalshnjúkur sedda från Skaftafell

Södra sidan av Vatnajökull kännetecknas av många höga, majestätiska bergsryggar, med glaciärutlöpare som går ner mellan dem till låglandet. Den sydligaste delen av glaciären omsluter den centrala vulkanen Öræfajökull, med Islands högsta punkt, Hvannadalshnjúkur. I skydd av den höga isen finns den bevuxna oasen Skaftafell med utsikt över den svarta sand som deponerats på Skeiðarás västbank. Sanden består huvudsakligen av aska från de regelbundna utbrotten vid Grímsvötn som spolats ut mot kusten av jökellopp.
Omfattande vulkanisk aktivitet kännetecknar också landskapet väster om Vatnajökull, där två av världens största sprickor och lavautbrott i historien skett, i Eldgjá år 934 och Laki 1783-1784. Vonarskarð, nordväst om glaciären, är ett färggrant högtemperaturområde och en vattendelare mellan norra och södra Island.

## Klimat

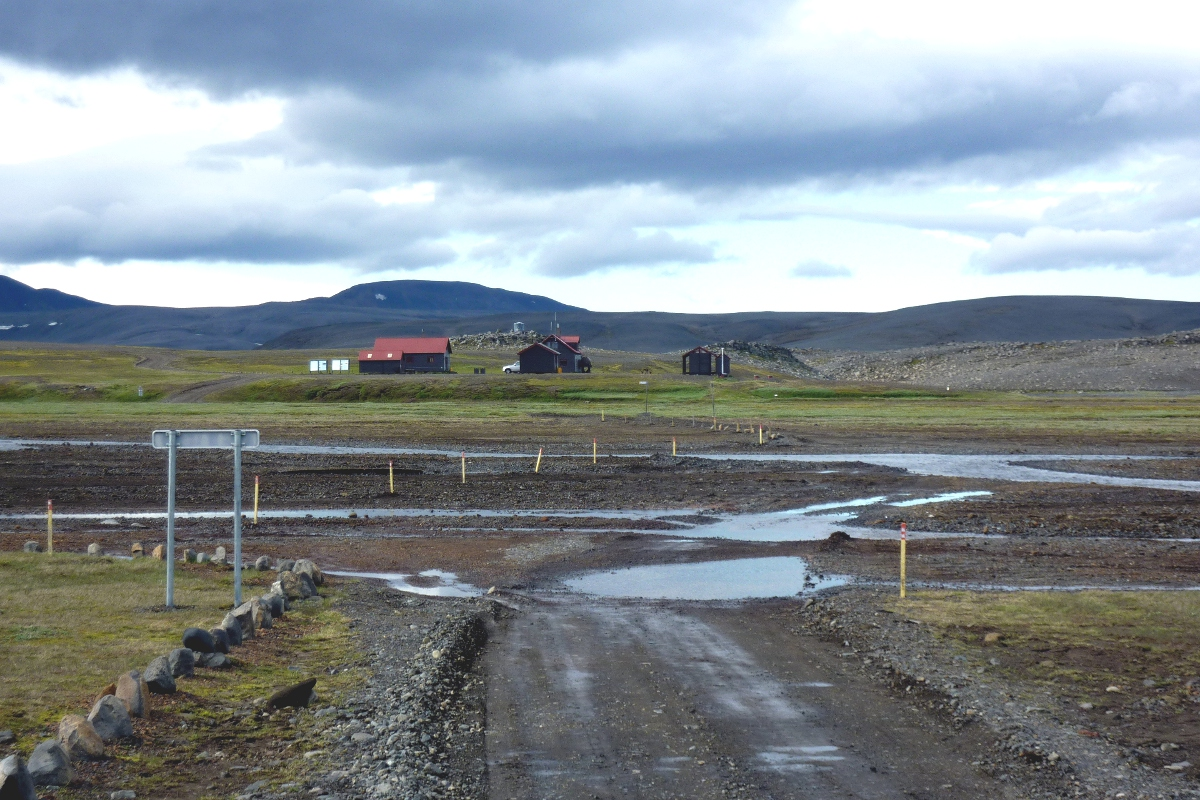
Nýidalur ligger nära Islands mitt, på vägen F26. Snöfall kan komma när som helst på året, så resenärer måste vara väl förberedda och kolla väderprognoserna innan man kör upp hit.

Vädret kan variera stort i ett område så stort som det nationalparken omfattar och de stora höjdskillnaderna.
Nederbördsmängden är det låglänta områdena söder om Vatnajökull är betydande, och varierar från 1 000 till 3 000 mm per år. Temperaturerna varierar mellan 10°C och 20°C sommartid, medan vintrarna är ganska milda (termometern faller sällan under -10°C och temperaturen är ofta en bit över 0-strecket).
I bergen och på själva glaciären kan årsmedelnederbörden nå uppemot 4 000 till 5 000 mm; mestadels i form av snö. Snödjupet på Öræfajökull efter en vinter med mycket nederbörd är mellan 10 och 15 meter. En del av snön smälter, medan resten blir glaciäris. Denna process sker överallt ovan snölinjen på Vatnajökulls istäcke.
Temperaturerna på den södra delen av istäcket är nästan alltid under noll vintertid och kan nå -20°C eller -30°C. Starka vindar och stormar förekommer också ofta. Vindavkylningen måste därför tas med i beräkningarna då vind kan ha en betydande effekt när man vistas utomhus, även när omgivningstemperaturen är relativt hög.
Längre norrut, bortom istäcket, sjunker den årliga nederbördsmängden. Nordost om istäcket sjunker den till mellan 350 och 450 mm per år, den lägsta på Island. Nederbörden sjunker närmare norra kusten och i delar av höglandsområdet såsom vid Askja. Temperaturen kan gå ner ganska mycket i klart och lugnt väder under vintern.
Sydliga vindar innebär generellt sett liten eller ingen nederbörd i norr men innebär också högre temperaturer. Nordliga vindar för med sig moln, med kalla vindar och ibland nederbörd i landets norra delar, medan de södra delarna är soligare och mildare. Samma gäller västliga och sydvästliga vindar, som ger varmare väder i öster. Det omvända är sant för östliga vindar, vilka för med sig kyla och nederbörd i öster, och torrt, bättre väder i västra Island. Detta är resultatet av föhnvindar. Fuktig, relativt kall luft stiger när den närmar sig höglandet; vattnet kondenseras och faller över höglandet som regn när det är varmare och den torrare luften går vidare till lägre områden på andra sidan. Temperaturskillnaderna kan vara 10°C eller mer.

## Öppettider och tjänster

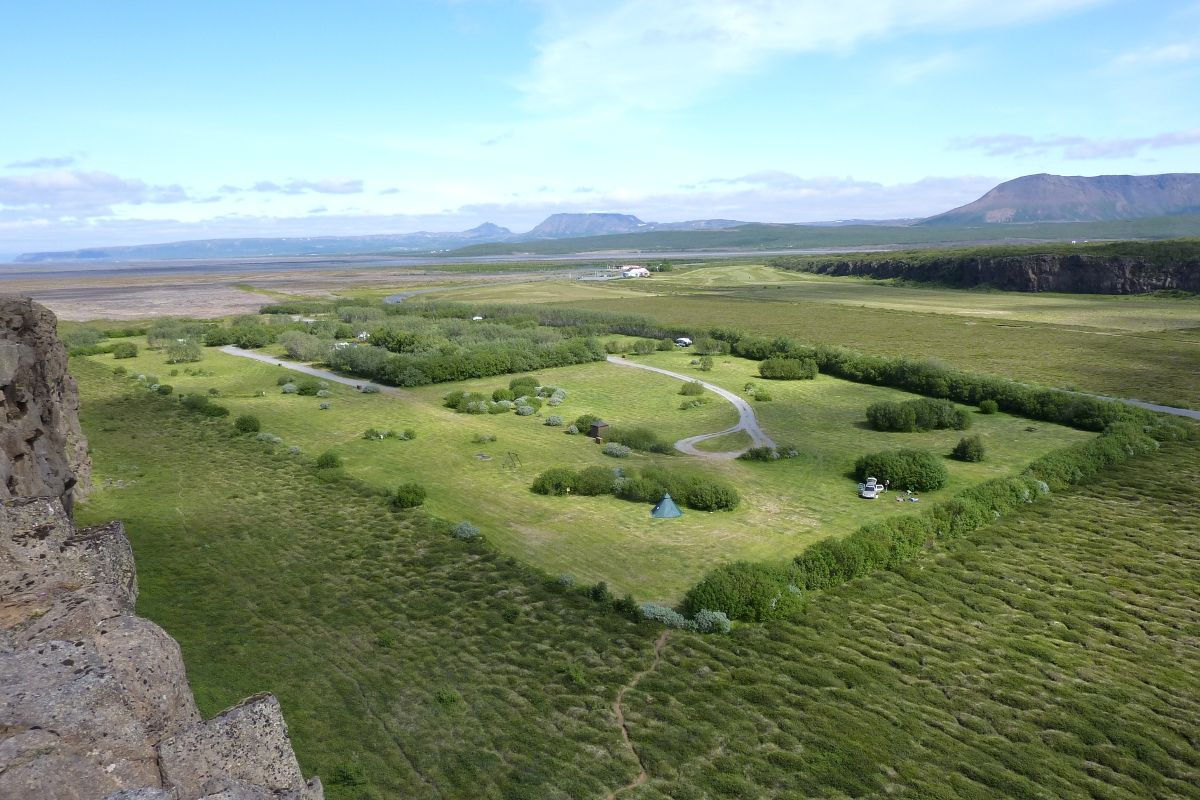
Campingplatsen i Ásbyrgi. Nationalparkens besökscenter, Gljúfrastofa, syns längre bort.

Vatnajökulls nationalpark är uppdelad fyra territorier, vart och ett sköts lokalt.
Norra territoriet består av nordvästra Vatnajökull, kalderan Askja och dess omgivningar, kanjonen Jökulsárgljúfur en del av vattendraget Jökulsá á Fjöllum. Ett besökscenter och en campingplats ligger i Ásbyrgi. I Vesturdalur finns också en campingplats.
Östra territoriet omfattar Kverkfjöll och nordöstra Vatnajökull samt Snæfellsöræfi. Ett besökscenter ligger i Skriðuklaustur.
Södra territoriet sträcker sig över Vatnajökulls sydvästra del, eller från berget Lómagnúpur i väster till Lón och Lónsöræfi i öster. Ett besökscenter och en campingplats ligger i Skaftafell. Informationcentran, som drivs i samarbete med nationalparken, finns i Höfn, Hoffell, Hólmur och Skálafell.

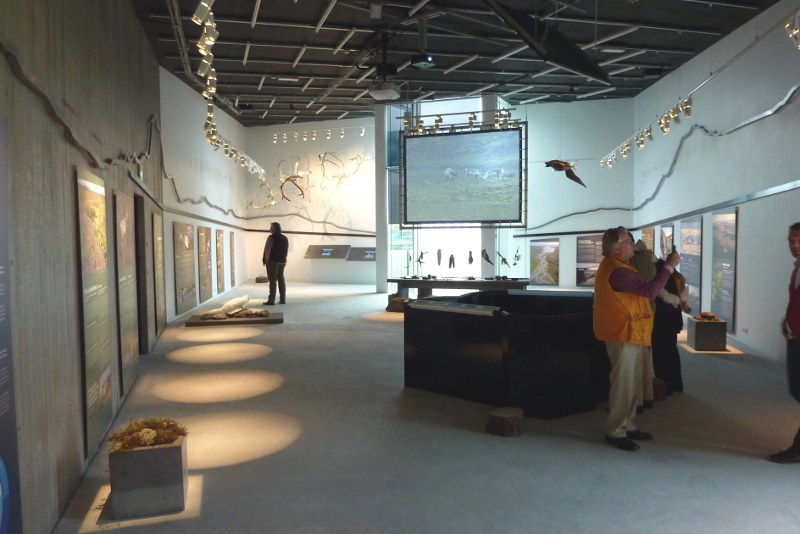
Snæfellstofa är Vatnajökulls nationalparks senaste besökscenter.

Västra territoriet sträcker sig över Vatnajökulls sydvästra del och ett stort område utanför glaciärområdet, däribland Lakagígarkratrarna och Langisjór. Ett informationscenter finns i Kirkjubæjarklaustur. Detta drivs gemensamt av lokalbefolkningen och nationalparken.
Besökscentret i Skaftafell är öppet året runt. Besökscentret i Ásbyrgi och Skriðuklaustur är öppet från början av maj till och med september, men kan öppnas även vintertid efter beställning. Det mesta av nationalparkens höglandsområde är dock otillgängligt under vintern.
Nationalparkens parkvakter genomför patrulleringar och erbjuder utbildningstjänster i parkens högre belägna områden. Vaktstationernas öppningstider varierar mellan områdena. De första parkvakterna kommer när höglandsvägarna öppnas efter vintern, strax efter mitten av juni och den sista skogvaktarna lämnar området i slutet av september.
Under sommaren erbjuder nationalparkens vakter korta vandringar med betoning på tolkningar av naturen. Från mitten av juni till mitten av augusti, görs guidade vandringar dagligen i Ásbyrgi och Skaftafell. I högländerna erbjuder de flesta vaktstationerna dagliga vandringar från början av juli till mitten av augusti.